# Masacre de Berwick (1296)
La masacre de Berwick fue la primera batalla importante de la primera guerra de la independencia de Escocia en 1296.

## Antecedentes
Tras la muerte de Margarita I de Escocia, a finales de septiembre de 1290, surgieron varios pretendientes al trono de Escocia. Los guardianes de Escocia eran los jefes de Estado de facto hasta que se eligiera un rey. El difunto rey Alejandro III de Escocia se había casado con Margarita de Inglaterra, hermana de Eduardo I de Inglaterra, al que se le pidió que dirigiera los procedimientos judiciales en la disputa de la sucesión, pero que no arbitrara; la decisión debía tomarla un jurado de 104 «auditores».
Juan de Balliol, descendiente del rey David I de Escocia, fue elegido y fue investido en Scone, el día de San Andrés, el 30 de noviembre de 1292. Eduardo I trató a Escocia como un estado vasallo feudal, reclamando contribuciones para el costo de la defensa de Inglaterra. Cuando exigió apoyo militar para su guerra contra Francia, los escoceses respondieron formando una alianza con los franceses y lanzaron un ataque infructuoso contra Carlisle.

## Asalto y masacre
Después del asalto a Carlisle realizada por los siete condes escoceses invasores (Buchan, Menteith, Strathearn, Lennox, Ross, Athol y Mar), los ingleses, dirigidos por Eduardo I, comenzaron la conquista de Escocia en la primera fase de la guerra. El 28 de marzo (el miércoles de Semana Santa), Edward pasó el río Tweed con sus tropas y se quedó esa noche en Escocia, en el priorato de Coldstream. Desde allí marchó hacia la ciudad de Berwick.
Berwick era un burgo real al norte de la frontera y era el puerto comercial más importante de Escocia, solo superado por Londres en importancia económica en la Gran Bretaña medieval en ese momento. Se sabe que Berwick había sido llamada la «Alejandría del Norte». Las estimaciones también muestran que Berwick era, si no la mayor, una de las ciudades más pobladas de Escocia. Su guarnición estaba al mando de William el Bravo, Señor de Douglas, mientras que el grupo sitiador estaba dirigido por Robert de Clifford, primer barón de Clifford. Los relatos contemporáneos del número de muertos oscilan entre 4 000 y 17 000. Según algunas fuentes, las mujeres se salvaron. Los ingleses tomaron el castillo, tras lo cual Douglas se rindió y su vida, y la de su guarnición, fueron perdonadas.

When the town had been taken in this way and its citizens had submitted, Edward spared no one, whatever the age or sex, and for two days streams of blood flowed from the bodies of the slain, for in his tyrannous rage he ordered 7,500 souls of both sexes to be massacred [...] So that mills could be turned by the flow of their blood.
Cuando la ciudad había sido tomada en esta forma y sus ciudadanos se habían sometido, Eduardo no perdonó a nadie, fuera cual fuera su edad o sexo, y durante dos días ríos de sangre fluyeron de los cuerpos de los caidos, puetoo que en su rabia tiránica ordenó la masacre de 7 500 almas de ambos sexos [...] De forma que molinos podían girar con el fluir de su sangre.
Relato de la masacre de Berwick, del Scotichronicon

La batalla de Dunbar aplastó aún más la resistencia escocesa.